# 王寒松
王寒松（1958年10月—），男，汉族，内蒙古赤峰人，中华人民共和国政治人物，曾任兰州大学党委书记，大连理工大学党委书记，中共十九大代表。